# Singa aussereri
Singa aussereri là một loài nhện trong họ Araneidae.
Loài này thuộc chi Singa. Singa aussereri được Tord Tamerlan Teodor Thorell miêu tả năm 1873.